# هزاره دهم (پیش از میلاد)
هزاره دهم (پیش از میلاد) (به انگلیسی: 10th millennium BC) آغاز دوره‌های میان‌سنگی و فراپارینه‌سنگی است که اولین قسمت هولوسن است. کشاورزی به صورت شکل اولیه کشت ارزن و برنج در آسیای غربی صورت می‌گیرد.
جمعیت جهان بین یک تا ده میلیون نفر بود. بیشتر جوامع شکارچی-گردآورنده در همه قاره‌ها به غیر جنوبگان و زیلاندیا حضور داشتند. دوره یخبندان وورم پایان یافت و دوره میان‌یخچالی آغاز شد که تاکنون ادامه دارد. 

## رویدادها
- ۱۰٬۰۰۰ سال پیش از میلاد: نخستین غار نقاشی شده با صحنه‌های جنگ و صحنه‌های دین در دوره میان‌سنگی.[۲]
- ۱۰٬۰۰۰ سال پیش از میلاد: پرورش کدو قلیانی و حمل آن با کشتی
- ۱۰٬۰۰۰ سال پیش از میلاد: پایان دوره آخرین عصر یخبندان
- ۹٬۷۰۰ سال پیش از میلاد: دوره یانگر درایاس و پلیستوسن به پایان می‌رسد.
- ۹٬۵۰۰ سال پیش از میلاد: شواهدی از برداشت گیاهان وحشی در آناتولی وجود دارد.
- ۹٬۵۰۰ سال پیش از میلاد: نخستین مجتمع معبد در گوبکلی‌تپه ساخته شد.
- ۹٬۳۰۰ سال پیش از میلاد: انجیر (سرده) در دره رود اردن کاشت شد.
- ۹٬۱۰۰ سال پیش از میلاد: قدیمی‌ترین خرسنگ شناخته شده در مجتمع معبد گوبکلی‌تپه با حدود ۲۰ تن ساخته شده‌است.[۳]
- ۹٬۰۰۰ سال پیش از میلاد: آغاز دوران نوسنگی در خاور نزدیک باستان
- ۹٬۰۰۰ سال پیش از میلاد: خاور نزدیک: اولین سازه سنگی در اریحا ساخته شده‌است. [۴]

### دنیای قدیم
- آسیا: در غاری در نزدیکی دریای خزر انسان‌ها ساکن هستند.
- آفریقا: نقاشی‌های دیواری که در اتیوپی و اریتره یافت شده، فعالیت‌های انسانی را نشان می‌دهند؛ تصور می‌شود برخی از نقاشی‌های به حدود ۱۰٬۰۰۰ سال پیش از میلاد برسد
- اروپا: مردم آزیلیان شمال اسپانیا و جنوب فرانسه را اشغال می‌کنند.
- اروپا: فرهنگ مجدلیه شکوفا می‌شود و نقاشی‌هایی در غار فرانسه ایجاد می‌کند.
- اروپا: فرهنگ سولیترین شکار اسب را آغاز می‌کند.
- مصر: داس اولیه و دانه‌های سنگی ظاهر می‌شوند.
- اردن: ساختمان بزرگ و بیضی شکل که کشاورزان بین ۹۶۰۰ تا ۸۲۰۰ سال پیش از میلاد زندگی می‌کردند و گیاهان وحشی مانند جو وحشی، پسته و درختان انجیر را کشت می‌کردند و شکار و گاو و گاو وحشی پرورش می‌دادند.
- ایران: کردستان: کوه‌های زاگرس نزدیک کرمانشاه: کشاورزی بسیار اولیه.[۵]
- سوریه: جرف الاحمر بین سال‌های ۹۲۰۰ تا ۸۷۰۰ پیش از میلاد اشغال شده بود.
- ژاپن: در دوره جومون مردم از سفالگری، ماهیگیری، شکار و جمع آوری بلوط (فندقی) و دانه‌های خوراکی استفاده می‌کنند.
- میان‌رودان: مردم شروع به جمع‌آوری گندم و جو (گیاه) و به احتمال زیاد مالت (خوراکی) و سپس تولید آبجو می‌پرداختند.
- نروژ: اولین علامت حضور جمعیت در رندبرگ.
- ایران: بز اهلی شده‌است.[۶]
- صحرای بزرگ آفریقا: دوره بوبالوس

### آمریکا
- سرخ‌پوستان پالئو به صورت جوامع شکارچی در مناطق روستایی زندگی می‌کنند.
- نشانه‌های فعالیت انسانی در نیومکزیکو
- مردم فولسوم در سراسر ایالت‌های جنوب غربی آمریکا شکوفا می‌شوند.
- در جزایر ملکه شارلوت بریتیش کلمبیا مدرن شده و طولانی‌ترین اشغال در قلمرو کانادا آغاز می‌شود.

### استرالیا
- بومیان استرالیا به صورت جوامع شکارچی در مناطق روستایی زندگی می‌کنند.[۷]
- شمال استرالیا از پاپوآ گینه نو جدا شده‌است.
- بومیان پس از سیل بزرگ به شکار کانگورو می‌پرداختند.

## تغییرات محیطی
- آمریکای شمالی: گرگ وحشت، چاقودندان، بیدستر بزرگ، تنبل زمینی، ماموت کلمبیایی، ماموت پشمالو، ماستودون، چیتای آمریکایی، همان‌دد، شترچهره، اسب اسکات و شیر آمریکایی همگی منقرض می‌شوند.
- دریای برینگ: برینگیا در سیبری به زیر آب می‌رود.
- اروپا: تغییرات زیست محیطی پایدار. شکارچیان گوزن شمالی و بیزون را به قطب شمال می‌برند.
- جهان: نوسان آلرود باعث افزایش ناگهانی سطح آب دریا و ایجاد سیلاب‌های عظیم به دلیل ذوب یخچال طبیعی می‌شود.

پایان دوره یانگر درایاس، پلیستوسن و آغاز دوره هولوسن؛ پایان دوره پارینه‌سنگی و آغاز دوره میان‌سنگی

## مطالعات دوره‌ای
گاه‌شماری هولوسن طراحی شده توسط سزار امیلیانی در سال ۱۹۹۳ میلادی جایگاهی از آن را در ۱۰٬۰۰۰ سال پیش از میلاد مسیح قرار می‌دهد.